# Инкоо
И́нкоо (фин. Inkoo [ˈiŋkɔː]), или И́нго (швед. Ingå [ˈɪŋoː]), — муниципалитет на юге Финляндии в регионе Уусимаа в южной части Финляндии. Основан в 1335 году. Большинство населения (56 %) говорит на шведском, как и в некоторых других муниципалитетах на южном и западном побережье Финляндии.

## География
Это один из муниципалитетов на юге страны. Он находится всего в 60 км от центра Хельсинки, у северной части Финского залива. Площадь — 954,07 км² из которых 604,22 км² приходится на морскую поверхность. Побережье Инкоо сильно изрезано и скалисто, с многочисленными каменистыми островами, на которых расположена значительная часть из 2 000 домов отдыха.
Инго граничит с муниципалитетами Расеборг на западе, Лохья на севере и Сиунтио на северо-востоке.

## История
Возраст первых поселений составляет более 4 тысяч лет (они начали возникать после отступления море после изостазии). Они становятся многочисленными в эпоху викингов, тогда же появляются первые упоминания о городе. Инге — имя собственное, его носил один из вождей первых поселенцев, которые назвали небольшой ручей в его честь, «Инге о» («о» обозначало маленькую речку в шведском и древнескандинавском языках), то есть «ручей Инге».
Церковный приход был основан шведами после 1335 года, вокруг небольшой кирхи Св. Николая.
В 1944 году соседняя деревня Дегербю была отдана Советскому Союзу на 50 лет под военную базу Порккала возле Киркконумми, однако СССР покинул базу в 1956 году.
С конца 1970-х годов город стал испытывать влияние агломерации с Хельсинки, соотношение шведскоязычных жителей с финноязычными стало меняться в пользу последних, поскольку большинство новых жителей, мигрирующих из финноязычных районов, не говорят по-шведски. Эта тенденция ускоряется, и в настоящее время восточная окраина города расположена всего в 44 км от столицы.
8 июня 2018 года в Инкоо состоялось официальное открытие строительства газопровода Balticconnector, который по дну Финского залива должен связать Финляндию и Эстонию (Палдиски). Планируется, что его строительство будет завершено в 2020 году.